# (33700) Gluckman
1999 KR13 (asteroide 33700) é um asteroide da cintura principal. Possui uma excentricidade de 0.16254740 e uma inclinação de 2.63851º.
Este asteroide foi descoberto no dia 18 de maio de 1999 por LINEAR em Socorro.